# Laura Christensen
Laura Christensen (nascida Laura Elisabeth Christensen, Copenhague, 26 de janeiro de 1984), é uma atriz dinamarquesa.

## Biografia
Laura Christensen fez sua estréia como uma atriz mirim no filme Min Fynske Barndom e teve seu primeiro papel principal em  Tøsepiger.
Ela é talvez mais conhecida por seus papéis na série de televisão Riget (atuando como a menina com o cérebro danificado Muna), Strisser på Samsø e especialmente TAXA.
Em 2005, ela foi nomeada para um Robert de melhor atriz coadjuvante por sua interpretação de uma mãe adolescente em Aftermath de Paprika Steen.
Christensen é casada com o ator Thomas Levin.

## Filmografia (selecionada)
- Min fynske barndom (1994)
- Riget, minissérie (1994)
- Tøsepiger (1996)
- Riget 2, minissérie (1997)
- Midsommer (2003)
- Kongekabale (2004)
- Råzone (2006)
- Kandidaten (2008)
- Dirch (2011)